# Francisco Antolí Candela
Francisco Antolí Candela (Valencia, 1879-Madrid, 1964) fue un otorrinolaringólogo español.
En su ciudad natal realizó todos sus estudios y en 1905 se trasladó a Madrid. Allí se especializó en tratamientos para el oído. Fue designado ponente oficial de la especialidad de la otorrinolaringología en el I Congreso Nacional de Medicina de España, celebrado en Madrid en 1918. Antolí Candela aportó las primeras operaciones de cirugía plástica bajo una asepsia y anestesia endonasal, incluyendo nuevos tratamientos de decorticación en el rinofima. También trabajó con tratamientos para la faringe.3
fue acogido en Quart de les valls, un pueblo cercano a sagunto donde aún se mantiene su casa en una plaza con su nombre 